# Article 85 de la Constitution belge
L'article 85 de la Constitution de la Belgique fait partie du titre III Des pouvoirs. Il traite des règles de successions au trône de Belgique.
- L'alinéa 1er date du 7 février 1830 et était à l'origine — sous l'ancienne numérotation — l'article 60, alinéa premier. Il a été révisé à trois reprises par les lois de révisions du 31 juillet 1831, du 7 septembre 1893 et du 21 juin 1991.
- Les alinéas 2 et 3 datent du 7 septembre 1893 et était à l'origine — sous l'ancienne numérotation — l'article 60, alinéas 2 et 3.

## Le texte
« Les pouvoirs constitutionnels du Roi sont héréditaires dans la descendance directe, naturelle et légitime de S. M. Léopold-Georges-Chrétien-Frédéric de Saxe-Cobourg, par ordre de primogéniture. 
 
Sera déchu de ses droits à la couronne, le descendant visé à l'alinéa 1er, qui se serait marié sans le consentement du Roi ou de ceux qui, à défaut, exercent ses pouvoirs dans les cas prévus par la Constitution.
 
Toutefois il pourra être relevé de cette déchéance par le Roi ou par ceux qui, à son défaut, exercent ses pouvoirs dans les cas prévus par la Constitution, et ce moyennant l'assentiment des deux Chambres. »

## Version originale
De 1831 à 1988-1991, l'article 60, alinéa 1er se lisait comme suit :
« Les pouvoirs constitutionnels du Roi sont héréditaires dans la descendance directe, naturelle et légitime de Sa Majesté Léopold-Georges-Chrétien-Frédéric de Saxe-Cobourg, de mâle en mâle, par ordre de primogéniture, et à l'exclusion perpétuelle des femmes et de leur descendance. »
Le pouvoir constituant a révisé cette disposition pour permettre aux femmes d'accéder au trône.
Cette révision est cependant soumise à la Disposition transitoire I qui dispose :
« Ces dispositions seront pour la première fois d'application à la descendance de S. A. R. le  Prince Albert, Félix, Humbert, Théodore, Christian, Eugène, Marie, Prince de Liège, Prince de Belgique, étant entendu que le mariage de S. A. R. la Princesse Astrid, Joséphine, Charlotte, Fabrizia, Elisabeth, Paola, Marie, Princesse de Belgique, avec Lorenz, Archiduc d'Autriche-Este, est censé avoir obtenu le consentement visé à l'alinéa 2. »

## Interprétation
Léopold II interprétait cet article comme un des pouvoirs du roi ne nécessitant aucun contreseing ministériel, mais cette interprétation n'a jamais été admise.
Les noces du prince Albert et la future reine Élisabeth furent célébrées en 1900. L'acte par lequel Léopold II approuva ce mariage en ne portant aucun contreseing ministériel, contrairement aux dispositions de l'article 64 de la Constitution. Après la mort du roi Léopold II le 17 décembre 1909 et l'accession au trône d'Albert, en janvier 1910, un avocat gantois, Alfons Jonckx, avança la thèse que de ce fait, le prince Albert était déchu de ses droits au trône, conformément à l'article 60, alinéa 2. Dans Le Soir du 6 janvier 1910, Auguste Beernaert reconnut qu'il y avait en effet eu « une violation théorique de la lettre de la Constitution », mais l'affaire fut vite oubliée.